# Castello di Rossena
Il castello di Rossena si trova nel comune di Canossa in provincia di Reggio Emilia, nell'Appennino reggiano.

## Storia
Il castello di Rossena nasce come fortezza militare posta a difesa del castello di Canossa, sito nelle immediate vicinanze, con lo scopo di arrestare eventuali aggressioni nemiche provenienti dalla valle dell'Enza. La costruzione, probabilmente iniziata intorno al 950, si origina a partire da una struttura preesistente, che costituisce il mastio. Essa era paragonabile per tipologia alla vicina torre di Rossenella. Si organizza su tre livelli ed è caratterizzato tre cinta murarie.
Inizialmente di proprietà della famiglia Canossa, passa in mano alla famiglia Da Correggio fino al 1612, quando il ducato di Parma ne entra in possesso.
Nel 2000 ha subito un restauro che ha permesso anche l'utilizzo della struttura per scopi ricettivi.

## Descrizione
Entro la sua cinta muraria si trova la chiesa di San Matteo Apostolo

## Galleria d'immagini

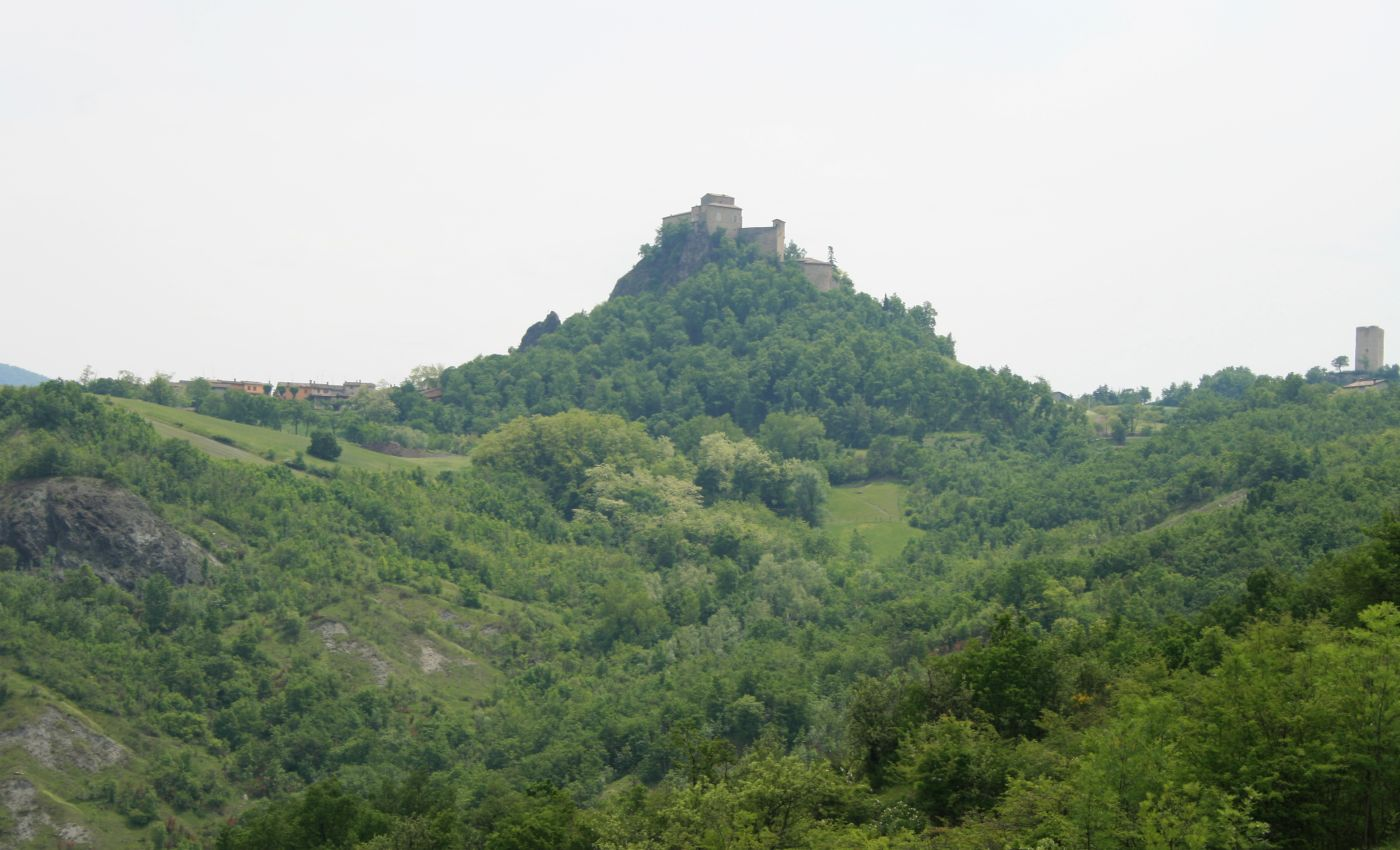
Castello di Rossena
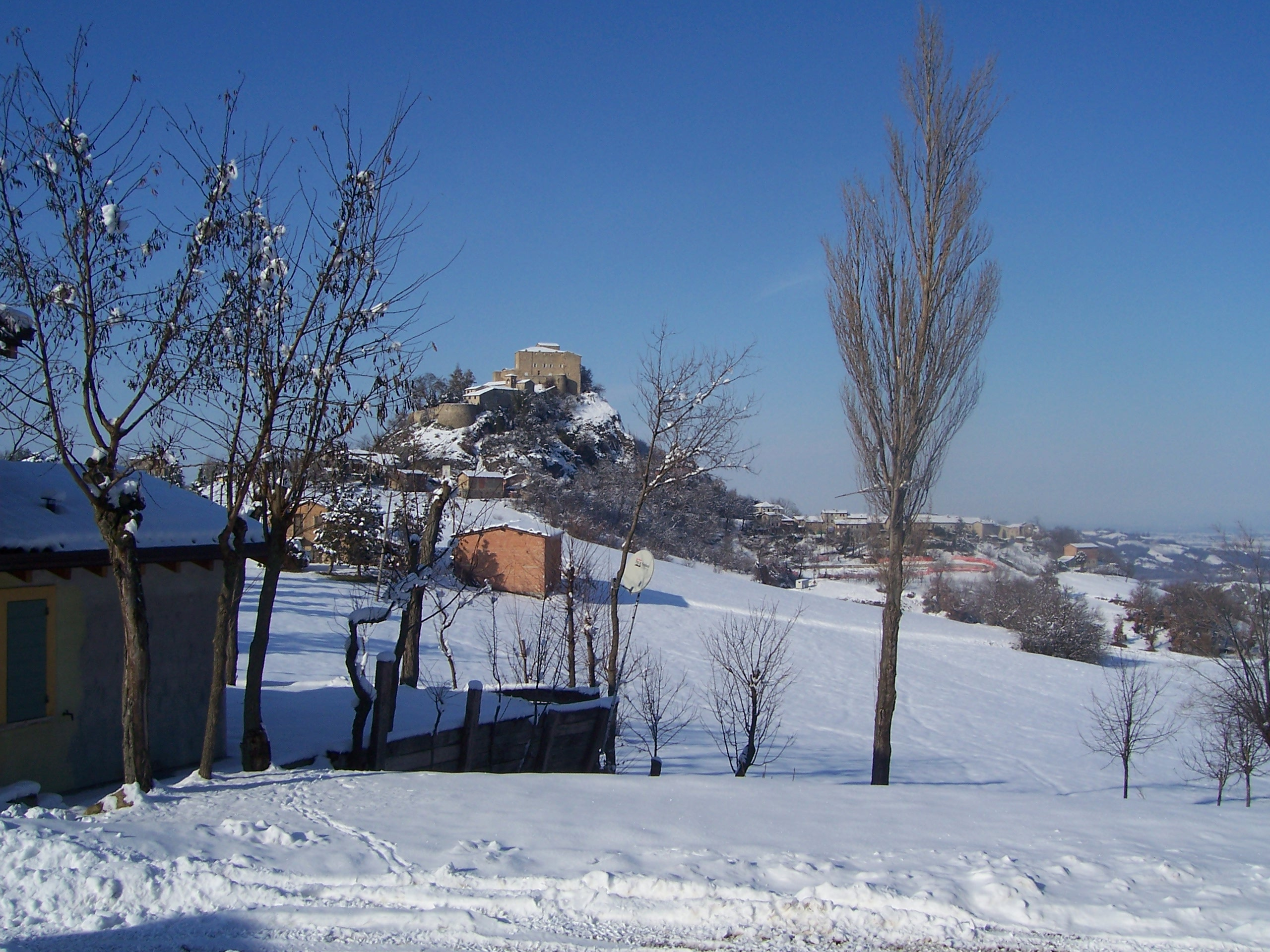
Castello di Rossena - Inverno
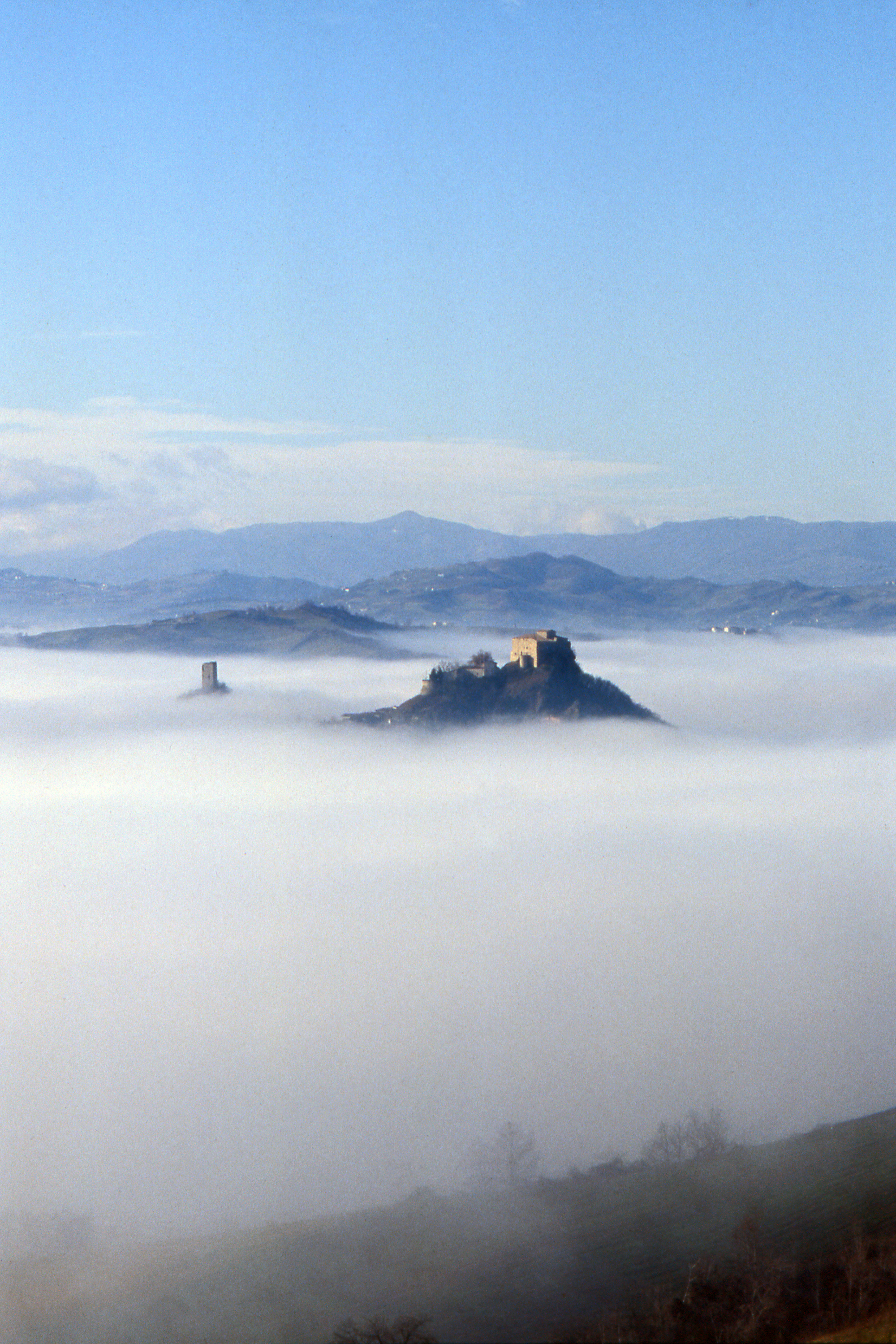
Castello di Rossena e Rossenella - Nubi
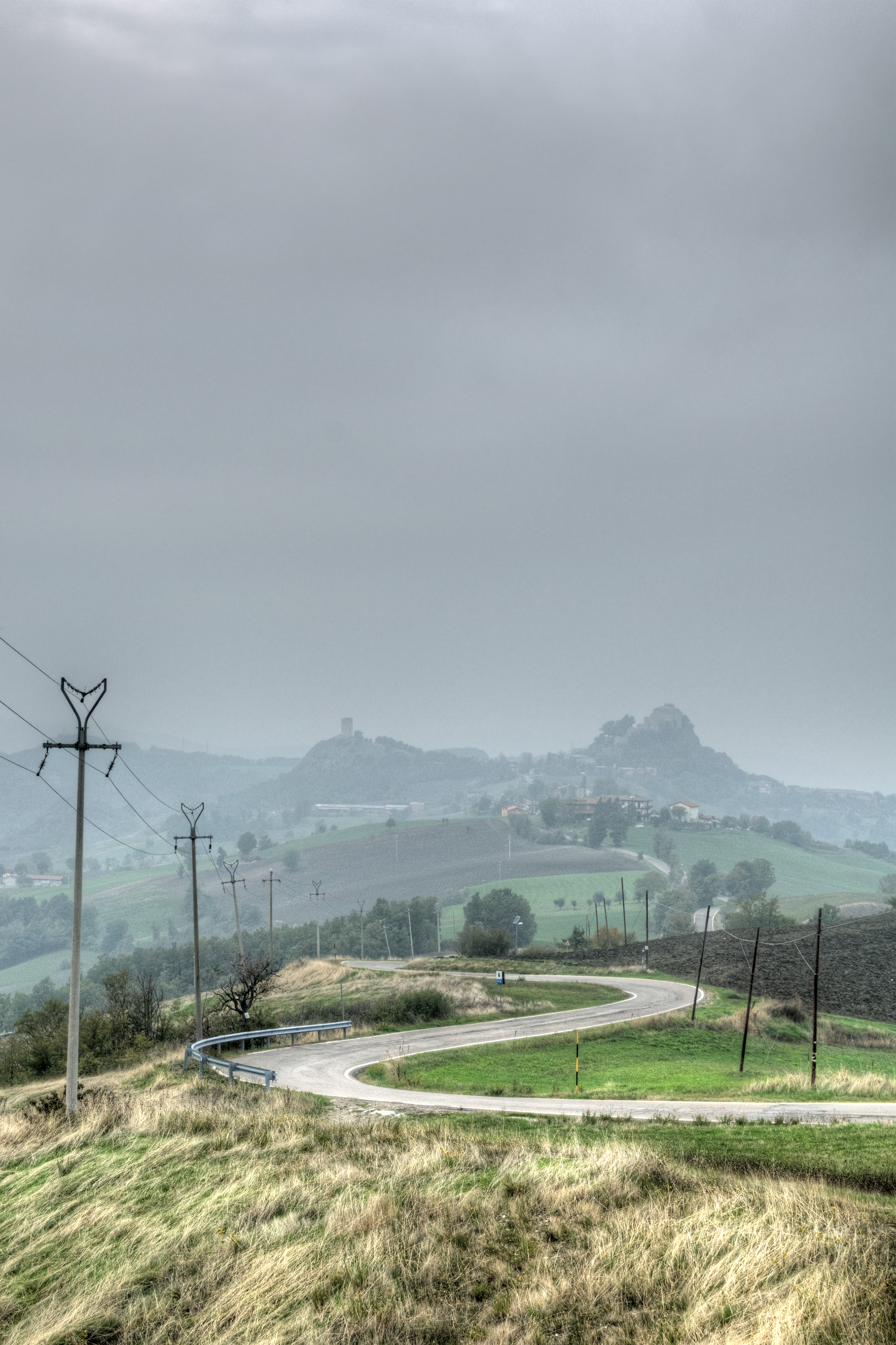
Castello di Rossena in lontananza (SP54)
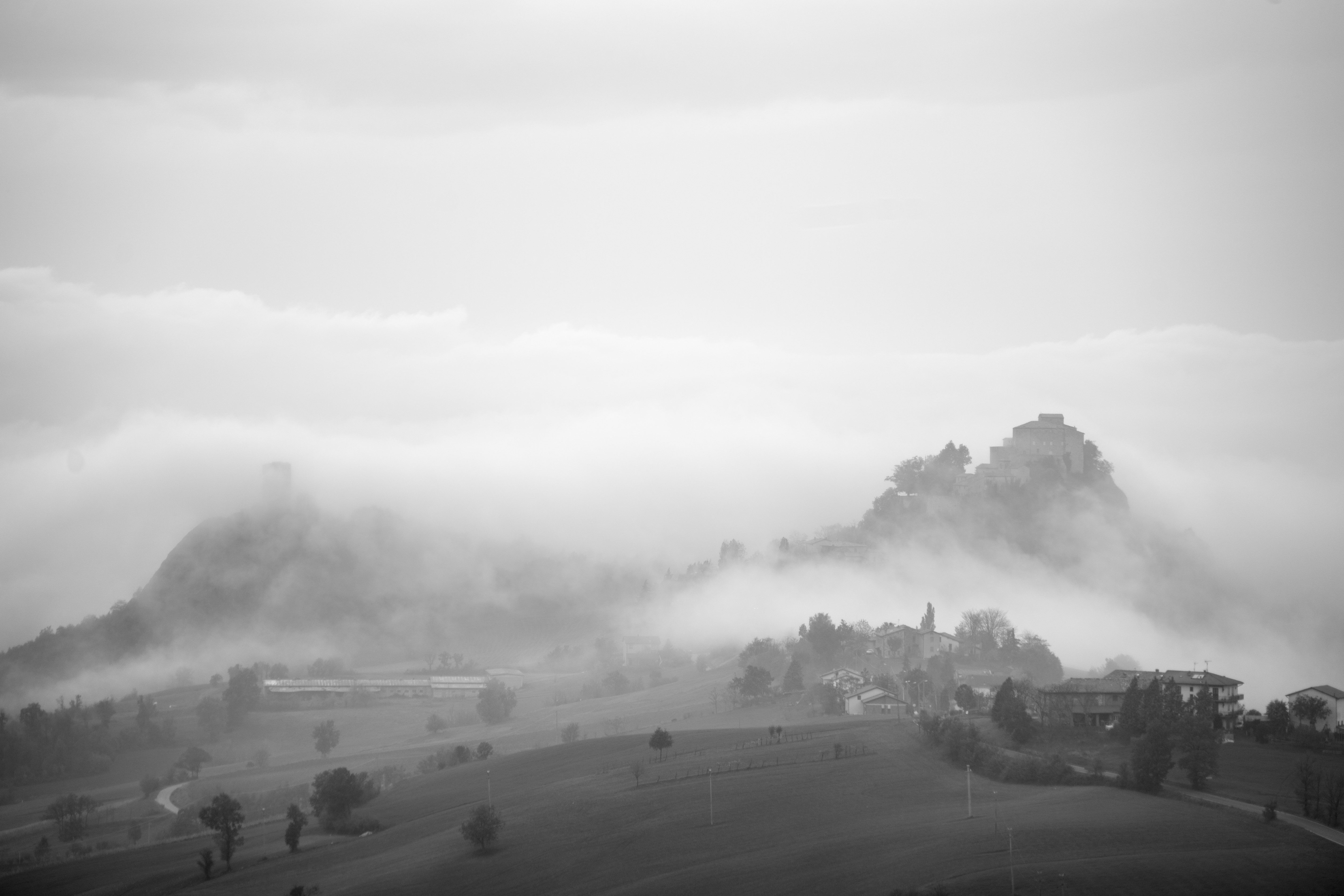
Castello di Rossena e Rossenella
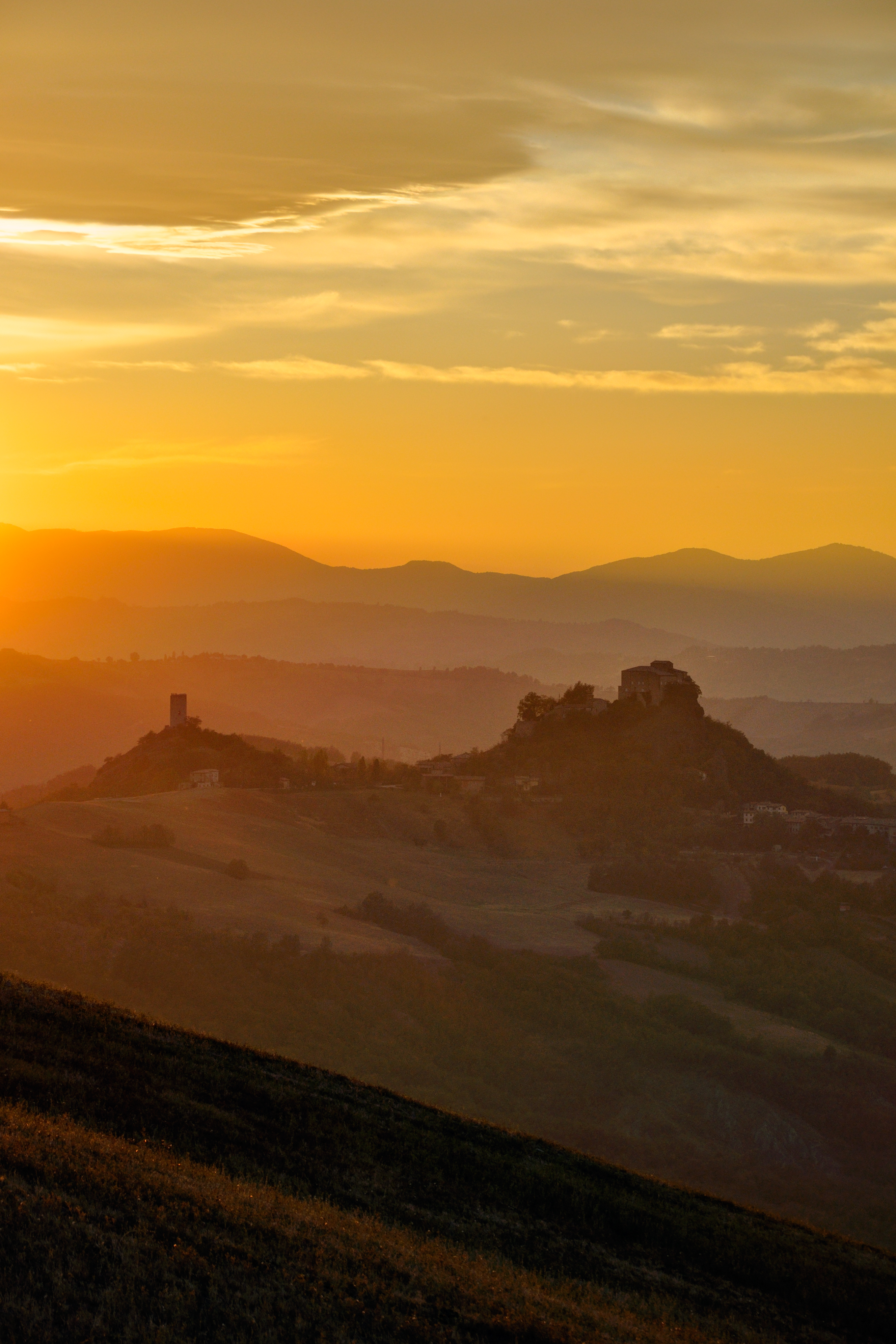
Castello di Rossena e Torre di Rossenella
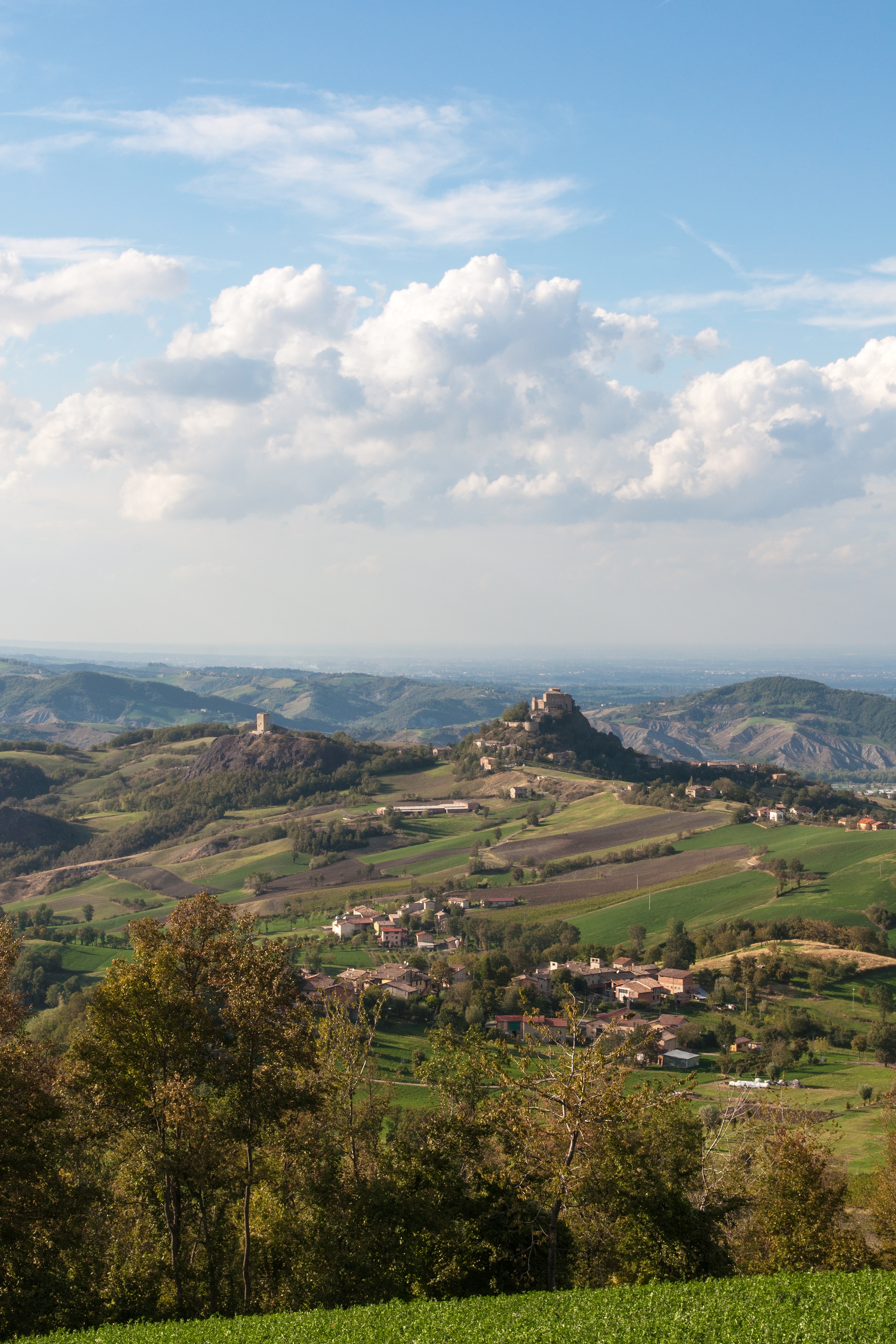
Veduta da Ceredolo dei Coppi